# Kia Bongo
Der Kia Bongo ist ein Kleintransporter und Lkw der seit 1980 von Kia Motors produziert wird. Die erste Generation war als Kastenwagen und Kleinbus in Europa als Kia Besta angeboten worden, die zweite und dritte Generation als Pritschenwagen (Automobil) Kia K-Serie. Ursprünglich basierte das Modell auf dem Mazda Bongo II, da damals Mazda Kooperationspartner von Kia war. Ab den 1990er Jahren entwickelte Kia jedoch eigene Modelle. Vergrößerte und schwerere Versionen des Bongo ersetzten ab 1997 den Lkw Kia Titan.

## 1. Generation / Kia Ceres (1980–1997)
Der Bongo I kam 1980 als Truck genannter Pritschenwagen und Kastenwagen/Kleinbus auf Basis des Mazda Bongo BA2 auf den Markt. Erhältlich war er mit einer Nutzlast von 1 bis 1,2 Tonnen. Der einzig verfügbare Dieselmotor erreichte 48 kW / 65 PS. Im Jahr 1983 kam eine auf dem Heimatmarkt Kia Ceres genannte Version mit Allradantrieb hinzu. Diese war höher gelegt und erreichte eine Nutzlast von 1 Tonne. Während der Bongo nur bis 1997 gebaut wurde, blieb der Ceres noch in Produktion, bis ihn 1999 der Bongo Frontier 4WD ablöste.
- 1985 wurde auf Basis des Mazda Bongo SE der Kastenwagen/Kleinbus Kia Besta der auch in Europa erhältlich war, eingeführt.

Dieser war länger und höher als die bisherigen gleichen Versionen die nun durch das Modell ersetzt wurden.
Somit gab es den Bongo nur noch als Truck.
- 1992 erhielt dieser zusätzlich einen 2,7-Liter-Dieselmotor.

- 1996 kam der Kia Pregio als Kastenwagen/Kleinbus auf den Markt der vorerst den Kia Besta ergänzte und ab 1999 komplett ersetzte.

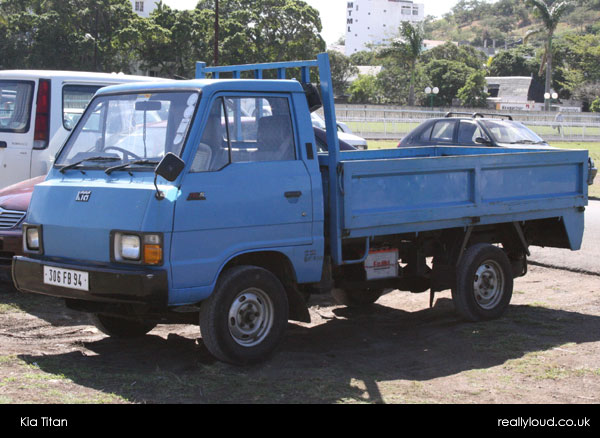
Kia Ceres
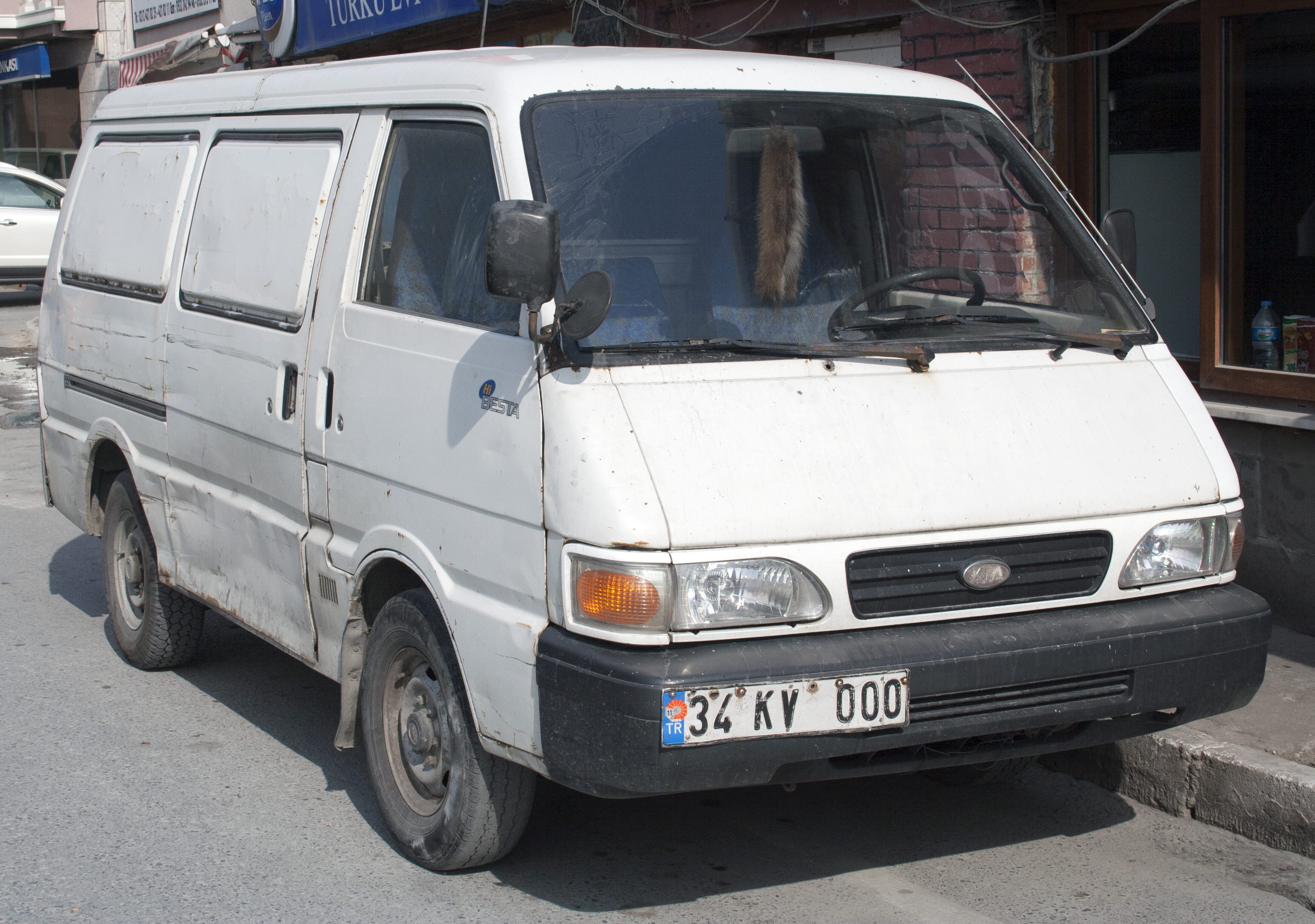
Kia Besta
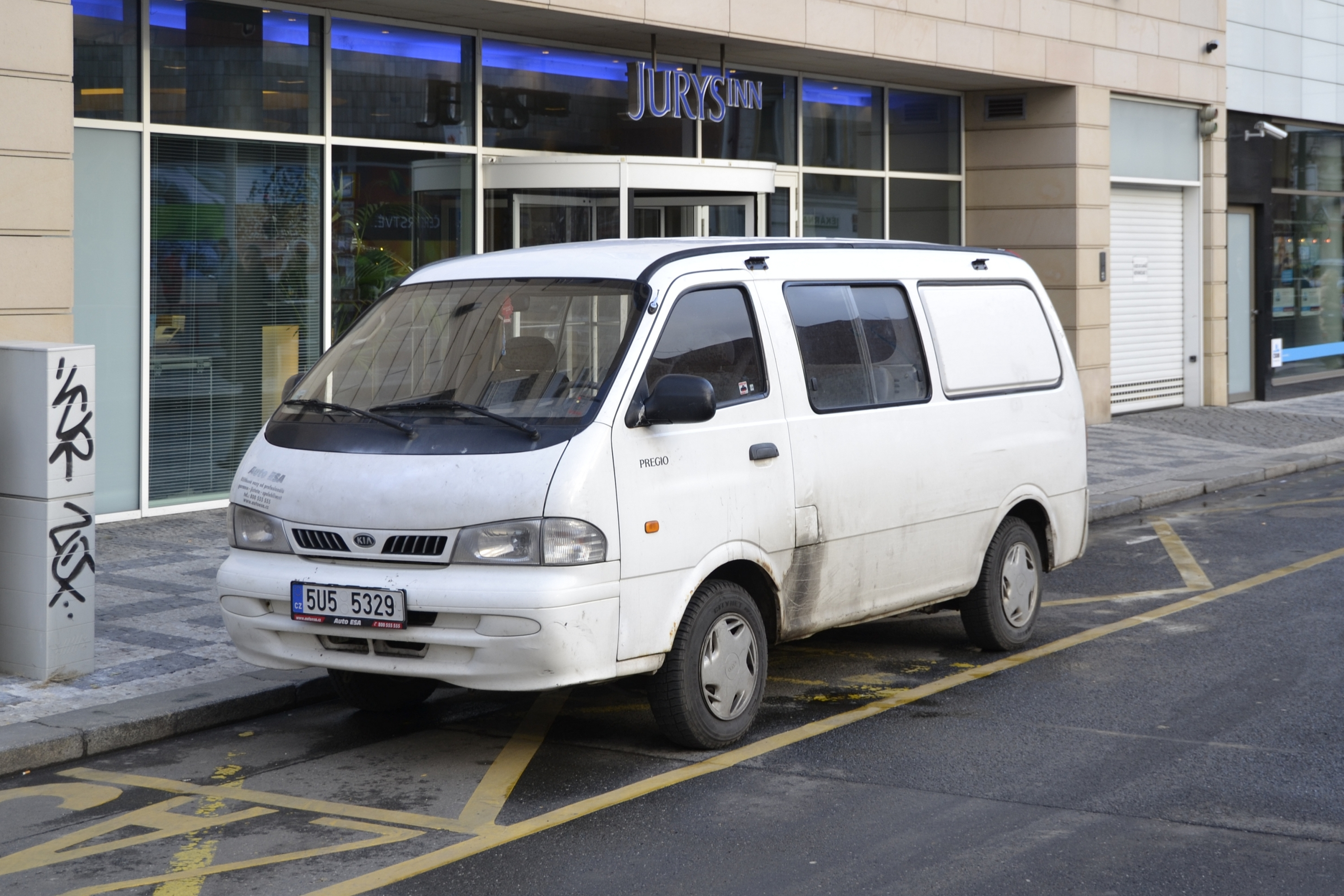
Kia Pregio

## 2. Generation / Kia K-Serie (1997–2004)
Der Bongo II war von Kia selbst entwickelt worden auf Basis des bisherigen Modells. Er ersetzte sowohl den Kia Titan und ab 1999 mit Allradantrieb als Bongo Frontier den Kia Ceres. In einigen Märkten einschließlich Europa, Ozeanien und Südamerika wurde das Modell als Kia K-Serie vermarktet. Angetrieben wurde er vom J2-2,7-Liter-Dieselmotor mit 61 kW / 83 PS und einem 3,0-Liter-Motor mit 66 kW / 90 PS. Der Truck war nun auch als Kipperfahrzeug erhältlich.
Die Nutzlasten reichten nun von 1400 bis 2500 kg.
2000 erfolgte ein Facelift der Front und der JT-3000-cm³-69-kW-(94-PS)-Dieselmotor folgte im Jahr 2001.
Die Produktion des Frontier wurde 2003 gleichzeitig mit der Überarbeitung des Kia Pregio eingestellt.

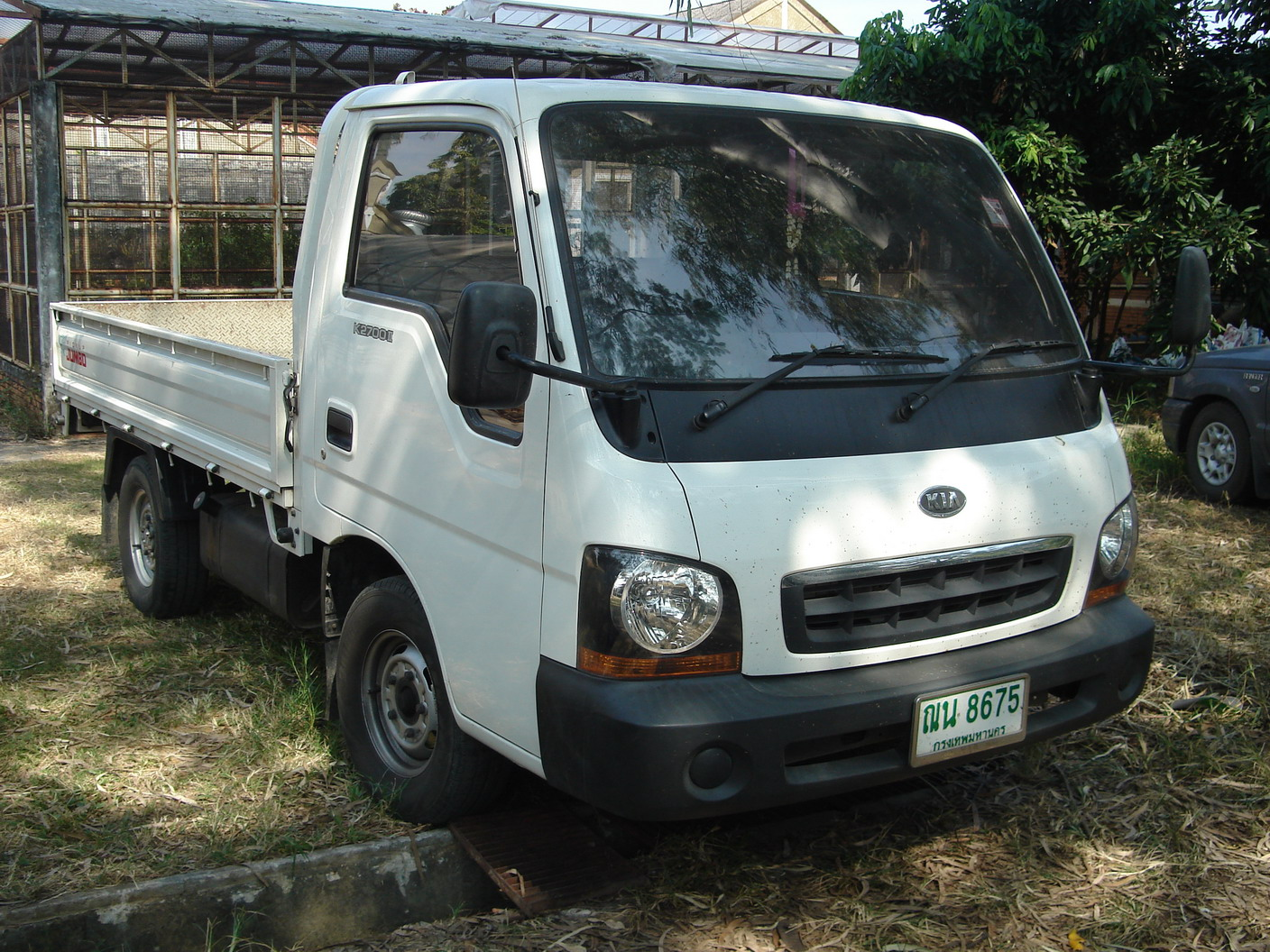
Facelift

## 3. Generation (seit 2004)
Die neue Generation wurde 2004 erstmals vorgestellt. Neben dem Truck gab es nun auch wieder eine Kastenwagen/Kleinbus Version da der Kia Pregio 2005 eingestellt wurde. Neu war nun ein 3,0-Liter-Dieselmotor mit Common-Rail-Einspritzung und einer Leistung von 90 kW / 123 PS neben dem bisherigen 3,0-Liter-Motor.
Dieser entfiel 2006 und den Common-Rail-Motor gab es nun auch mit 69 kW / 94 PS, während die andere Variante auf 93 kW / 126 PS stieg.
Seit 2009 wird auch ein 2,4-Liter-LPIθ-Ottomotor mit 117 kW / 159 PS angeboten, der mit Flüssiggas betrieben wird.
2012 erfolgte eine Überarbeitung mit neuer Front. Die Leistung des Dieselmotors in der höheren Version stieg auf nun 98 kW / 133 PS.
Neben dem 6-Gang-Schaltgetriebe ist erstmals auch ein 5-Stufen-Automatikgetriebe erhältlich.

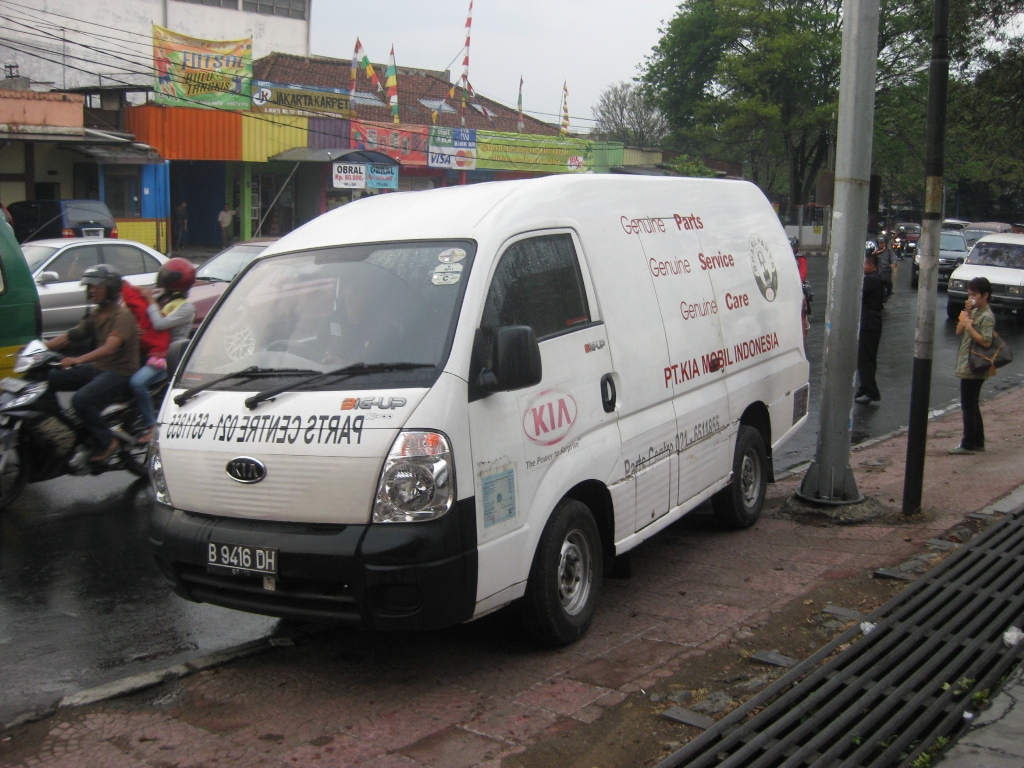
Bongo Van
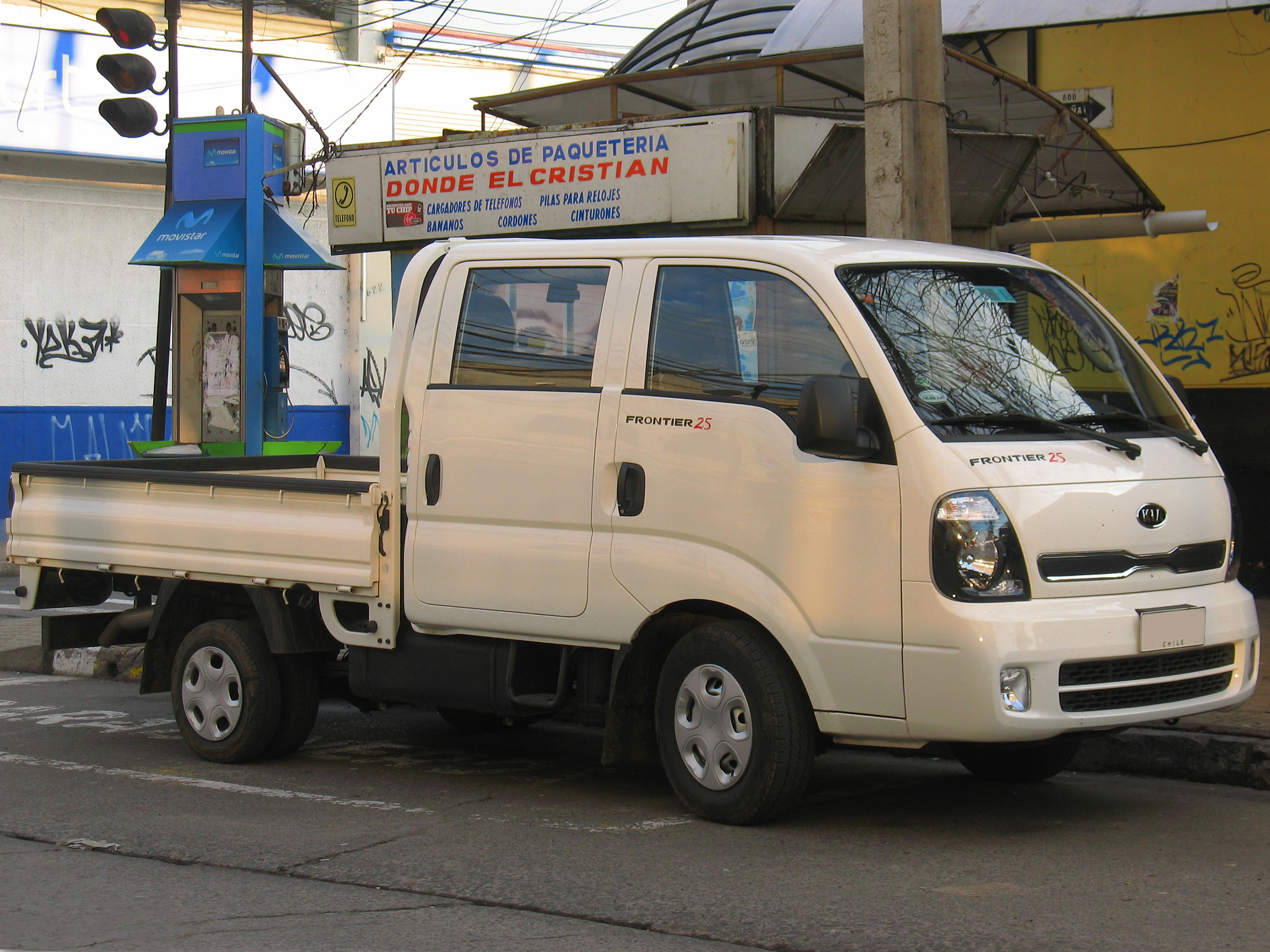
Facelift 2012